# Ficus subandina
Ficus subandina är en mullbärsväxtart som beskrevs av Armando Dugand. Ficus subandina ingår i släktet fikonsläktet, och familjen mullbärsväxter. Inga underarter finns listade i Catalogue of Life.